# Muzeul Câmpiei Boianului
Muzeul Câmpiei Boianului-Traian Zorzoliu este un parc în aer liber, aflat în localitatea Drăgănești-Olt, a reconstituit un sat după tipul așezărilor neolitice specifice culturii Gumelnița, ale căror urme au fost descoperite la Drăgănești-Olt.
Muzeul în aer liber ar urma sa fie punctul de plecare al unui circuit turistic care va cuprinde alte obiective de interes cultural din nouă localități din județul Olt, situate în zona Câmpiei Boianului.

## Istoric
Inițiat de profesorul Traian Zorzoliu, satul neolitic este format din șase colibe ridicate în aer liber, pe un teren împrejmuit cu un șanț de apărare și gard din nuiele împletite. Intrarea în muzeu se face pe o punte din lemn, iar colibele sunt de mărime naturală. Una dintre colibe este reprezentativă pentru o locuință de pescar, alta pentru agricultor, alta pentru olar etc, au în interior obiecte neolitice sau reconstituiri ale unor obiecte neolitice, mese, altare de cult, unelte pentru gospodărie și practicarea diferitelor ocupații, de asemenea a  fost reconstituita și o locuință lacustră, folosită în vechime pentru depozitarea proviziilor, pentru că așezările erau ridicate pe văi des inundate.
Inaugurarea arheoparcului s-a făcut în data de 18 septembrie 2010, în prezenta oficialităților județene și locale, precum și a 100 de participanți din 24 de tari, care se aflau în aceste zile în România, cu ocazia Conferinței Internaționale de Arheologie Aeriană AARG 2010.